# Die zweite Frau (1983)
Die zweite Frau ist ein Fernsehfilm, den Regisseur Herbert Ballmann 1983 für die Berliner Produktionsgesellschaft Charmier-Film inszeniert hat. Der Film ist eine Adaption des gleichnamigen Romans von E. Marlitt. Die Uraufführung erfolgte am 4. April 1983 im ZDF.
Der in Farbe produzierte Film ist der dritte in einer insgesamt fünfteiligen Marlitt-Reihe, die die Charmier-Film und die Allianz-Film in den 1970er und 1980er Jahren für das ZDF gedreht haben.

## Handlung
Die Handlung folgt weitgehend der Handlung der Romanvorlage (siehe dort), ist aber etwas gestrafft und vereinfacht. Die wichtigsten Abweichungen vom Roman:
- Während Raoul Liane im Roman gleich nach der Trauung reinen Wein einschenkt, dass er sie nur geheiratet hat, um Leo eine Mutter zu verschaffen, verhält er sich in der Filmversion taktvoller.
- Frau Löhn, die Beschließerin, ist – anders als im Roman – eine warmherzige Person und von Anfang an Lianes Verbündete.
- Im Roman lässt Marlitt Raoul sich sozial engagieren, um zu zeigen, dass in ihm bei aller Leichtfertigkeit ein guter Kern steckt. Im Film wird dies ausgespart.
- Die Szene, in der Raoul Liane mit dem Messer verletzt, fehlt.
- Nachdem der Hofprediger Liane im Teich zu ertränken versucht, erkrankt Liane im Roman schwer. Im Film dagegen hat ihr unfreiwilliges Bad keine gesundheitlichen Folgen.

## Produktion
Nach Im Hause des Kommerzienrates (1975) war Die zweite Frau die vierte fürs ZDF produzierte Marlitt-Verfilmung. Die ARD hatte dieser Serie 1974 eine fünfteilige Reihe von Adaptionen von Romanen von Hedwig Courths-Mahler entgegengesetzt. Bis zur Produktion von Die zweite Frau vergingen etliche Jahre. Mit Ausnahme von Regisseur, Drehbuchautor und Redakteur (Wolfgang Patzschke) wurde erneut der Produktionsstab gänzlich neu zusammengestellt.
Ruth Olafs, die Darstellerin, die für die Hauptfigur der Liane gewählt wurde, war eine dem Fernsehpublikum fast völlig Unbekannte, die bis dahin nur zweimal in Filmen aufgetreten war, jeweils in kleinen Nebenrollen. Die zweite Frau blieb auch ihr letzter Film.
Der Österreicher Christoph Moosbrugger (Raoul) kam, wie die meisten Darsteller der ZDF-Marlitt-Reihe, von der Bühne, war seit 1981 aber schon viermal in Fernsehfilmen zu sehen gewesen. Sein Filmdebüt hatte er 1981 in dem Splatterfilm Die Säge des Todes gehabt.
Anders als die Hauptrollen waren die Nebenrollen zum Teil mit bekannten Darstellern besetzt, darunter Doris Kunstmann, Paul Dahlke und Gisela Uhlen.
Weitere Mitglieder des Produktionsstabs:
- Ton: Margit Eschenbach
- Bildtechnik: Hans Mick
- Mischung: Hans-Dieter Schwarz
- Maske: Hannelore Koppen, Siegried Ać
- Kostüme: Elisabeth Schewe, Marlis Kosan, Margitta Ahlert
- Szenenbild: Jürgen Kiebach
- Aufnahmeleitung: Ralf Blankenburg
- Regieassistenz: Eva Maria Schonecker
- Produktionsleitung: Lilo Pleimes
- Redaktion: Wolfgang Patzschke

## Kaufvideo
- Eugenie Marlitt - Die Frau mit den Karfunkelsteinen / Die zweite Frau / Im Hause des Kommerzienrates / Das Geheimnis der alten Mamsell / Im Schillingshof. Studio Hamburg Enterprises, 2016.